# Ehrharta erecta
Ehrharta erecta es una especie de planta herbácea perteneciente a la familia de las poáceas. Es originaria de Sudáfrica y  Yemen. Es una especie invasora en los Estados Unidos, Nueva Zelanda, Australia, Sur de Europa, y China.

## Descripción
Es una especie de planta perenne, que se puede reproducir por semilla y por reproducción vegativa. Suele medir de 30 a 50 centímetros de alto, aunque puede llegar a los dos metros de altura.
La especie se ha utilizado para forraje y en la restauración ecológica, como estabilización de dunas. Sin embargo, se ha convertido en especie invasora en muchas áreas.

## Taxonomía
Ehrharta erecta fue descrita por Jean-Baptiste Lamarck  y publicado en Encyclopédie Méthodique, Botanique 2(1): 347. 1786.
Sinonimia
- Ehrharta abyssinica Hochst.
- Ehrharta deflexa (Guss.) Pignatti
- Ehrharta panicea Sm.
- Ehrharta panicea var. cuspidata Nees
- Ehrharta panicea var. mucronata Nees
- Ehrharta paniciformis Nees
- Panicum deflexum Guss. ex Ten.
- Trochera panicea (Sm.) Kuntze
- Trochera panicea Baill.
- Trochera paniciformis (Trin.) Kuntze[2]